# Vulcanair Canguro
Vulcanair SF.600 Canguro ("kenguru") je majhno dvomotorno turbopropelersko letalo, ki so ga razvili v Italiji v 1970ih. Canguro ima visokonameščeno krilo, kvadratni presek trupa in fiksno pristajalno podvozje tipa tricikel. Proizvodnja je obsegala samo okrog 10 letal, eno letalo je v uporabi tudi v Sloveniji.

## Specifikacije (SF.600TP)
- Posadka: 1 ali 2
- Kapaciteta: 9 potnikov
- Dolžina: 12,15 m (39 ft 10½ in)
- Razpon kril: 15,00 m (49 ft 2½ in)
- Višina: 4,60 m (15 ft 1 in)
- Površina kril: 24,00 m2 (258,3 ft2)
- Vitkost krila: 9,1:1
- Prazna teža: 1875 kg (4133 lb)
- Gros teža: 3400 kg (7495 lb)
- Pogon: 2 × turboprop Allison 250-B17C, 313 kW (420 KM) vsak

- Največja hitrost: 306 km/h (190 mph)
- Potovalna hitrost: 287 km/h (178 mph)
- Dolet: 1580 km (981 milj)
- Višina leta (servisna): 7315 m (24000 ft)
- Hitrost vzpenjanja: 7,5 m/s (1480 ft/min)